# Liberty megye (Texas)
Liberty megye az Amerikai Egyesült Államokban, azon belül Texas államban található. Megyeszékhelye és legnagyobb városa Liberty. Lakosainak száma 91 628 fő (2020. április 1.). Liberty megye Montgomery, Polk, San Jacinto, Hardin, Jefferson, Chambers és Harris megyékkel határos.

## Népesség
A megye népességének változása:
| Lakosok száma | 75 830 | 75 939 | 76 349 | 76 907 | 79 654 | 91 628 |
|               | 2010   | 2011   | 2012   | 2013   | 2015   | 2020   |